# Манзуля, Владимир Романович
Владимир Романович Манзуля (1 мая 1946, Примерное, Запорожская область — 5 ноября 2006, Энергодар) — заслуженный работник физической культуры и спорта Украины, заслуженный тренер Украины.

## Биография
Родился 1 мая 1946 года в селе Мышковичи Овручского района Житомирской области в многодетной сельской семье. Отец Манзуля Роман Эмануилович 1921 года рождения, мать Манзуля Мария Кузьминична 1924 года рождения.
Боксом стал заниматься в армии. После армии жил и работал в Запорожье. Тренировался в СК «Стрела» у Эдуарда Тарасенко. Провел 38 боев. Стал кандидатом в мастера спорта.
В 1970 году переехал в город Энергодар. Работал начальником охраны.
В 1971 году создал Энергодарскую секцию бокса.
Его достигнутые результаты, как тренера, впечатляют. Владимир Романович воспитал 20 мастеров спорта, 3 мастеров спорта международного класса, заслуженного мастера спорта Украины, более 200 кандидатов в мастера спорта и свыше полутора тысяч спортсменов массовых разрядов. Владимира Романовича считают своим наставником братья Валерий и Владимир Сидоренко. Сегодня энергодарская школа бокса носит имя Владимира Манзули, а его ученики продолжают дело своего учителя.
Кроме спортивно-воспитательной работы Владимир Романович занимался общественной деятельностью, был депутатом городского совета трех созывов.
Умер 5 ноября 2006 года в городе Энергодар. Похоронен в селе Примерное на 1-м сельском кладбище.

## Память
Почетный житель города Энергодар.
Энергодарская школа бокса носит его имя.
На доме, в котором он прожил 36 лет, установлена мемориальная доска в его честь.
В Энергодаре проводится ежегодный боксерский турнир памяти Владимира Манзули.